# Dent humana
La dent humana és una peça anatòmica dura, incrustada en els humans. És una estructura que evolutivament deriva de les escames reptilianes, i que funcions relacionades amb l'alimentació. Les dents tenen funcions digestives (tallar, moldre i triturar els aliments sòlids), prènsils (subjectar les preses en animals o objectes diversos per elaborar-los) i participar en l'articulació de paraules en el llenguatge oral.

## Parts

Secció d'una dent humana.

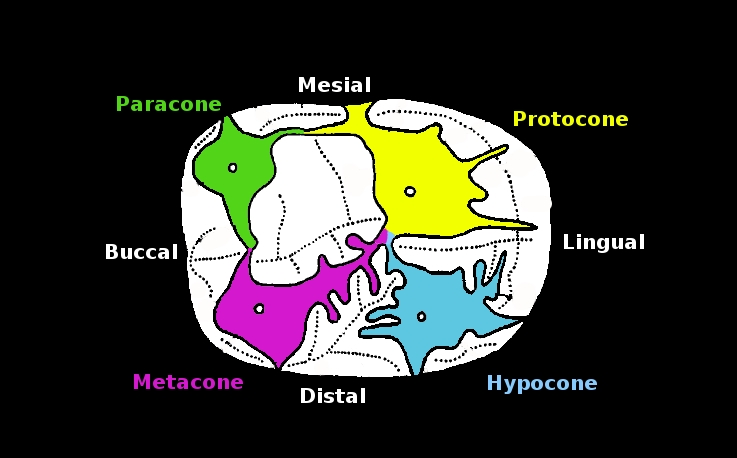
Molar superior dret mostrant: protocon (groc), paracon (verd clar), metacon (magenta) i hipocon (blau clar)

### Dent pròpiament dita

#### Morfologia externa
- Corona: és la part de la dent lliure o visible en la cavitat oral. La capa de dent que ho recobreix és l'esmalt, i podem observar a la boca la part funcional de l'òrgan dentari. Aquesta porció de la dent es troba exposada al medi bucal en forma permanent.
  - La cúspide  és una prominència oclusal o incisal d'una dent. Les dents canines tenen una cúspide cadascuna, mentre que les premolars en tenen dues. Les molars en solen tenir quatre o cinc. En algunes poblacions, les molars maxil·lars, especialment les primeres molars, presenten una cinquena cúspide situada a la cúspide mesiolingual, coneguda com a cúspide de Carabelli.[1]
    - L'hipocon és la cúspide principal de les dents molars de la mandíbula superior dels homínids, situada en el costat distal lingual de la dent. Encaixa a les ranures de les dents de la mandíbula inferior i suposa una adaptació biològica[2] per moldre i esquinçar l'aliment, utilitzant la superfície de la dent durant la masticació. La seva força es deu al gruix de l'esmalt, el qual varia entre les diferents espècies d'homínid.
    - El trigònid és el grup format per les tres primeres cúspides dominants d'una dent molar inferior.[3] A diferència del talònid, que serveix per moldre l'aliment, les cúspides del trigònid s'utilitzen per tallar el menjar. En els mamífers moderns, que estan dotats de molars tribosfèniques, el trigònid es troba a la part anterior de la dent i el talònid a la posterior. En odontologia, el trígon és el conjunt format per les tres primeres cúspides prominents d'una dent molar superior.[4] Aquestes cúspides són el protocon, el paracon i el metacon. El protocon és la cúspide situada a la vora lingual, el paracon es troba a la part anterior del marge labial i el metacon ocupa la part posterior de la mateixa zona.[5] El nom del "trígon" prové de l'ètim grec per referir-se al triangle, i fa referència a la disposició de les tres cúspides sobre la dent. La mateixa estructura, però a les molars inferiors, s'anomena "trigònid".
    - El parastil és una cúspide petita situada al davant del paracon d'una dent premolar o molar superior.[6]
- Coll: anomenada zona cervical, és la unió de la corona amb l'arrel i se situa en la geniva marginal.
- Arrel: aquesta part de la dent no és visible a la cavitat bucal, ja que està incrustada en l'alvèol dental, dins de l'os, i es troba recoberta pel cement dentari. Serveix d'ancoratge. Les dents normalment tenen entre una i tres arrels, segons si són incisives (una arrel), canines (1), premolars (1 o 2) o molars (dues o tres, en casos excepcionals més de tres).

#### Parts segons composició
- Esmalt: Coberta de gran duresa que recobre la corona en un 94% està feta de material inorgànic, és la part més dura de l'organisme
- Dentina: Per sota de l'esmalt de la corona i del cement de l'arrel. Teixit més tou i elàstic que l'esmalt, protegeix aquest de les fractures
- cement dental: Teixit ossi sense irrigació ni nervis. En un 55% el forma hidroxiapatita i la resta aigua. És la part més externa de l'arrel dental.En el cement s'hi insereixen els lligaments periodontals que uneixen l'arrel amb l'os alveolar
- Polpa dentària: També anomenat nervi, engloba els vasos sanguinis i les terminacions nervioses.

### Estructures periodontals
- Periodonci: conjunt de teixits que envolten la dent que es compon de la geniva, os alveolar i lligament periodontal.

## Creixement de la dentadura
L'ésser humà té 20 dents que utilitza durant la fase inicial del desenvolupament dels maxil·lars i que reben el nom de dents de llet o de la infància. A mesura que els maxil·lars creixen, aquestes dents són reemplaçades per altres 32 dents permanents de major grandària. Com a resultat del creixement i ampliació dels maxil·lars, les arrels de les dents de llet se separen i deixen espai perquè les dents permanents, més grans, es desenvolupin. La pressió de les dents permanents en creixement provoca que els teixits mandibulars reabsorbeixin les arrels de les dents de llet, deixant només les corones. Al mateix temps que emergeixen les dents permanents, cadascun d'ells desallotja la corona de la dent de llet corresponent.

## Tipus
- Incisives: tallen.
- Canines o ullals: trenquen o esquincen.
- Premolars: trituren.
- Molars o queixals: molen.

## Les dents en la cultura popular
Hi ha diverses tradicions populars per explicar als nens perquè desapareixen i cauen les dents primerenques. A Espanya existeix la llegenda del Ratolí Pérez, que s'emporta la dent deixada sota el coixí a la nit i a canvi hi posa un petit regal.
De totes maneres la tradició catalana és la dels angelets. Els nens posen les dents caigudes sota el coixí i els àngels els deixen un regal com a premi, però no s'emporten la dent, sinó que li deixen al nen com a record de la seva etapa infantil.